# Rónai Antal
Rónai Antal (Szeged, 1906. július 22. – Kolozsvár, 1996. február 9.) magyar operakarmester, igazgató, érdemes művész.

## Élete
Rónai István Lajos dohánygyári gyártási osztályvezető és Rónai (Rosenfeld) Janka fiaként született. Tanulmányait 1926-ban a Kolozsváron található konzervatóriumban fejezte be. 1924 és 1940 között a kolozsvári Román Opera karmestere volt. 1940-ben a városban maradt, de nem vezényelhetett, 1944-ben Nagybányán volt munkaszolgálatos. 1944 őszétől ismét a Román Operában vezényelt, 1948 és 1970 között a kolozsvári Állami Magyar Opera karmestereként dolgozott, ő vezényelte 1948. december 11-én az opera avatásán Kodály Zoltán daljátékát, a Háry Jánost. 1951-től 1957-ig az opera igazgatója is volt. 1940 és 1973 között karvezetést, partitúraolvasást, hangszerismerettant tanított a konzervatóriumban.
Pályafutása folyamán vezényelt ötvennél több operát és zenés színpadi művet, több mint ezer előadás alatt, többek között a következőket: Carmen, Fidelio, Igor herceg, Hoffmann meséi, Pillangókisasszony, Turandot, Aranykakas, Az eladott menyasszony, Falstaff, Otello, Rigoletto, A nürnbergi mesterdalnokok.  Vendégkarmesterként Egyiptomban és az egykori szocialista országokban vendégszerepelt.

## Díjai, kitüntetései
- Érdemes művész (1953)